# Melanips
Melanips is een geslacht van vliesvleugelige insecten van de familie Figitidae.

## Soorten
- M. alienus Giraud, 1860
- M. granulatus (Hartig, 1841)
- M. heterocerus (Thomson, 1877)
- M. microcerus (Kieffer, 1877)
- M. opacus (Hartig, 1840)
- M. parvus (Hartig, 1840)
- M. sylvanus Giraud, 1860
- M. thomsoni (Kieffer, 1903)